# مارشال توماتورگو
مارشال توماتورگو (به پرتغالی: Marechal Thaumaturgo) یکی از شهرستان های برزیل است که در اکری واقع شده‌است.

## خصوصیات
مارشال توماتورگو ۷٬۷۴۴ کیلومترمربع مساحت و ۱۳٬۰۶۱ نفر جمعیت دارد.